# Verónica Saquel
María Verónica Saquel Mediano (Santiago de Chile, 18 de septiembre de 1965) es una ejecutiva y guionista de televisión chilena, que se desempeña como jefa de guiones en Área Dramática de Mega.
Saquel ha desempeñado diversos cargos ejecutivos en Televisión Nacional de Chile (TVN), como productora ejecutiva de Área Dramática en dos períodos, entre 1992 y 1996, y luego entre 2014 y 2016, y también en el Área de Entretención entre 1998 y 2002. Asimismo, fue directora creativa de Área Dramática de Canal 13 entre 2002 y 2009.

## Biografía
Nació el 18 de septiembre de 1965 en Santiago. Tiene una hermana; Jacqueline Saquel. Por vía materna, es prima de la productora Daniela Demicheli Mediano.  
Cursó sus estudios en el Saint Gabriel's School de Santiago, y luego ingresó a la carrera de Dirección y Producción Audiovisual en el Instituto Profesional de Ciencias y Artes (INCA-CEA), donde egresó en 1985. 
Su práctica profesional la realizó en Televisión Nacional de Chile (TVN), junto a la productora ejecutiva Ximena Ravani. 

## Carrera
El 1 de octubre de 1991, Cecilia Stoltze le concedió el cargo de producción general del Área Dramática de Televisión Nacional de Chile (TVN), cargo que ejerció hasta su renuncia el 31 de octubre de 1996.
El 1 de enero de 1997, Valentín Pimstein, le concedió la jefatura de producción de telenovelas de la cadena mexicana Televisa, cargo del cual desistió en noviembre del mismo año, tras la renuncia de Pimstein.
Entre 1998 y 2002, asumió la producción ejecutiva en Área de Entretención de Televisión Nacional, produciendo estelares como, De Pé a Pá  y Con mucho cariño (con Felipe Camiroaga).
En octubre de 2002, Enrique García Fernández le concedió el cargo de productora ejecutiva del Área Dramática de Canal 13. En su gestión produjo telenovelas de grandes audiencias y éxito comercial como Machos, Brujas y Lola. Desistió de su cargo en julio de 2009. 
El 1 de octubre de 2010, asumió nuevamente el cargo al interior del Área Dramática, cargo del cual desistió luego que René Cortázar en su cargo de presidente del directorio de Canal 13, decidiera cancelar el proyecto el 3 de enero de 2011.
Entre 2012 y 2013, asumió la producción ejecutiva de los programas de entretención de Televisión Nacional; Fruto Prohibido y Cabaret burlesque.
El 1 de enero de 2014, se incorporó al equipo asesor de ficción del canal estatal. El 4 de noviembre de 2014, Nicolás Acuña Fariña le concedió la producción ejecutiva del horario vespertino del Área Dramática, cargo del cual renunció el 25 de febrero de 2016.
El 1 de marzo de 2016 por gestiones de María Eugenia Rencoret, Saquel asumió como asesora creativa y guionista en el Área Dramática de Mega.

## Filmografía
| Año       | Título                | Cargo                   | Notas | Medio                        |
| --------- | --------------------- | ----------------------- | ----- | ---------------------------- |
| 1990      | Condominio            | Asistente de producción |       | Chilefilms                   |
| 1991      | Las cosas de cada día | Asistente de producción |       | Chilefilms                   |
| 1992      | Trampas y caretas     | Productora general      |       | Televisión Nacional de Chile |
| 1993      | Jaque mate            | Productora general      |       | Televisión Nacional de Chile |
| 1993      | Ámame                 | Productora general      |       | Televisión Nacional de Chile |
| 1994      | Rompecorazón          | Productora general      |       | Televisión Nacional de Chile |
| 1994      | Rojo y miel           | Productora general      |       | Televisión Nacional de Chile |
| 1995      | Estúpido cupido       | Productora general      |       | Televisión Nacional de Chile |
| 1995      | Juegos de fuego       | Productora general      |       | Televisión Nacional de Chile |
| 1996      | Sucupira              | Productora general      |       | Televisión Nacional de Chile |
| 1996      | Loca piel             | Productora general      |       | Televisión Nacional de Chile |
| 2003      | Machos                | Productora ejecutiva    |       | Canal 13 (Chile)             |
| 2004      | Hippie                | Productora ejecutiva    |       | Canal 13 (Chile)             |
| 2004      | Tentación             | Productora ejecutiva    |       | Canal 13 (Chile)             |
| 2005      | Brujas                | Productora ejecutiva    |       | Canal 13 (Chile)             |
| 2005      | Gatas y tuercas       | Productora ejecutiva    |       | Canal 13 (Chile)             |
| 2006      | Descarado             | Productora ejecutiva    |       | Canal 13 (Chile)             |
| 2006      | Charly tango          | Productora ejecutiva    |       | Canal 13 (Chile)             |
| 2007      | Dinastía Sá Sa        | Productora ejecutiva    |       | Canal 13 (Chile)             |
| 2007      | Papi Ricky            | Productora ejecutiva    |       | Canal 13 (Chile)             |
| 2007-2008 | Lola                  | Productora ejecutiva    | T1-T2 | Canal 13 (Chile)             |
| 2008      | Don amor              | Productora ejecutiva    |       | Canal 13 (Chile)             |
| 2009      | Cuenta conmigo        | Productora ejecutiva    |       | Canal 13 (Chile)             |
| 2014      | No abras la puerta    | Asesora de guion        |       | Televisión Nacional de Chile |
| 2015      | Matriarcas            | Productora ejecutiva    |       | Televisión Nacional de Chile |
| 2016      | El camionero          | Productora ejecutiva    |       | Televisión Nacional de Chile |
| 2017-2022 | Verdades ocultas      | Guionista               | T1-T5 | Mega                         |
| 2023-2025 | Juego de ilusiones    | Guionista               | T1-T3 | Mega                         |

| Año       | Título            | Cargo                | Notas | Medio                        |
| --------- | ----------------- | -------------------- | ----- | ---------------------------- |
| 1998      | De pe a pa        | Productora ejecutiva |       | Televisión Nacional de Chile |
| 2002      | Con mucho cariño  | Productora ejecutiva |       | Televisión Nacional de Chile |
| 2012-2013 | Fruto prohibido   | Productora ejecutiva | T1-T2 | Televisión Nacional de Chile |
| 2013      | Cabaret burlesque | Productora ejecutiva |       | Televisión Nacional de Chile |